# Accoppiamento (informatica)
Per accoppiamento o dipendenza, in informatica e ingegneria del software, si intende il grado con cui ciascuna componente di un software dipende dalle altre componenti.

## Caratteristiche
L'accoppiamento è solitamente messo in contrapposizione alla coesione. Un basso grado di accoppiamento corrisponde spesso ad un alto grado di coesione e vice versa. Un basso grado di accoppiamento è spesso sinonimo di un sistema ben strutturato e ben progettato, e se in concomitanza con un alto grado di coesione, permette di raggiungere gli obiettivi generali di alta leggibilità e manutenibilità.

## Misurazione interdipendenza del software
Allo scopo di misurare il rapporto di correlazione tra software, furono elaborate le metriche software di accoppiamento e coesione. L'inventore principale fu Larry Constantine, uno degli sviluppatori originari della Progettazione Strutturata (o Structured Design) che fu anche uno dei suoi primi sostenitori (vedi anche SSADM).